# Улица Соломона Таутиева (Владикавказ)
Улица Соломона Таутиева — улица во Владикавказе, Северная Осетия, Россия. Располагается в Затеречном муниципальном округе. Начинается от улицы Ватаева и заканчивается на проспекте Доватора.
Является северной границей (от пересечения с проспектом Коста до улицы Кирова) исторического центра, причисленного к выявленным объектам культурного наследия регионального значения.

## Расположение
Улицу пересекают улица Карла Маркса, проспект Коста, улицы Ардонская, Заурбека Калоева, Кастанаева, Леваневского, Галковского, Щорса и Генерала Хетагурова.
От улицы Соломона Таутиева начинаются улицы Колка Кесаева, Ногирская и Тургеневская.

## История
Названа именем первого народного артиста Северной Осетии Соломона Кирилловича Таутиева.
Образовалась во второй половине XIX века и впервые обозначена на плане города Владикавказа «Карты Кавказского края» как 1-я Солдатская улица. В 1891 году отмечена в списке улиц Владикавказа как Кизлярская улица. Называлась в честь города Кизляр. Упоминается под этим же названием в Перечне улиц, площадей и переулков от 1911 года.
7 февраля 1978 года Кизлярская улица была переименована в Волгоградскую улицу.
18 марта 1997 года Волгоградская улица была переименована в улицу Соломона Таутиева.